# سلطعون الأيكة الساحلية
سلطعون الأيكة الساحلية هو سلطعون يعيش بين أشجار الأيكة الساحلية، وقد تنتمي إلى العديد من الأنواع المختلفة وحتى الفصائل. لقد ثبت أنها مهمة من الناحية البيئية من نواح كثيرة. يحتفظون بالكثير من الطاقة داخل الغابة عن طريق دفن نفاية النباتات واستهلاكها. إلى جانب الحفر في الأرض، عند ارتفاع المد لمواجهة الحيوانات المفترسة، يمكن لهذه القشريات أن تتسلق الأشجار لحماية نفسها. السلطعون الناسك وسلطعون الأيكة الساحلية هما القشريات الوحيدة التي يمكنها تسلق الأشجار كآلية للدفاع. علاوة على ذلك، قد يشكل برازهم أساسًا لسلسلة غذائية متغلفة تساهم في إنتاج الأيكة الساحلية الثانوية.
تعتبر يرقات سلطعون الأيكة الساحلية المصدر الرئيسي لغذاء الأسماك الصغيرة التي تعيش في المجاري المائية المجاورة، مما يعني إلى أن السلطعونات تساعد أيضًا في مصايد الأسماك القريبة من الشاطئ. السلطعونات البالغة هي أطعمة مُهددة بالانقراض وهي طعام لمثل طائر الحنكور.
وتغير جحورها التضاريس وحجم حبيبات رواسب غابات الأيكة الساحلية وتساعد أيضًا على تهوية الرواسب. تؤدي إزالة السلطعونات من منطقة ما إلى زيادة كبيرة في تركيزات الكبريتيد والأمونيوم، والتي بدورها تؤثر على إنتاجية النباتات وتكاثرها، مما يدعم الفرضية القائلة بأن سلطعون الأيكة الساحلية من الأنواع الرئيسية.

## أنواع سلطعونات الأيكة الساحلية
- سلطعون شجرة الأيكة الساحلية،الأمريكتان
- Haberma، جنس م سلطعون الأيكة الساحلية الصغير، منطقة الهندي-الهادي، يشمل:
  - Haberma tingkok'، هونغ كونغ
- Metopograpsus messor، منطقة الهندي-الهادي
- Metopograpsus thukuhar، منطقة الهندي-الهادي
- Neosarmatium meinerti, منطقة الهندي-الهادي[13]
- Neosarmatium smithi, منطقة الهندي-الهادي[14]
- Parasesarma leptosoma, غرب المحيط الهندي
- Perisesarma، جنس يشمل 23 نوعًا، في المقام الأول المحيطين الهندي والهادئ، مع نوعين من غرب إفريقيا، بما في ذلك:
  - Perisesarma bidens، منطقة الهندي-الهادي
  - Perisesarma guttatum، غرب المحيط الهندي
- سلطعون أسود، منطقة الهندي-الهادي
- Scylla tranquebarica، منطقة الهندي-الهادي
- سلطعون كناس، جنس يضم ما يقرب من 20 نوعًا، يعيش الكثير منها في غابات الأيكة الساحلية في الأمريكتين والمحيط الهندي والمحيط الهادئ
- Ucides cordatus، غرب المحيط الأطلسي

## روابط خارجية
- East African mangrove crabs
- Spotted Mangrove Crab (Caribbean and Florida)
- Mangrove Crab Aquaculture
- Mangrove crabs at Sungei Buloh Nature Park
- Mangrove crab Ucides cordatus (Brazil)
- Complete larval and early juvenile development of the mangrove crab Perisesarma fasciatum (Singapore)
- Laboratory cultured zoeae and megalopa of the mangrove crab Metaplax distincta
- Regulation of pulmonary blood flow and of blood pressure in a mangrove crab (Goniopsis cruentata)
- Haberma nanum, a new genus and new species of mangrove crab from Singapore نسخة محفوظة 17 يونيو 2007 على موقع واي باك مشين.